# 工程倫理

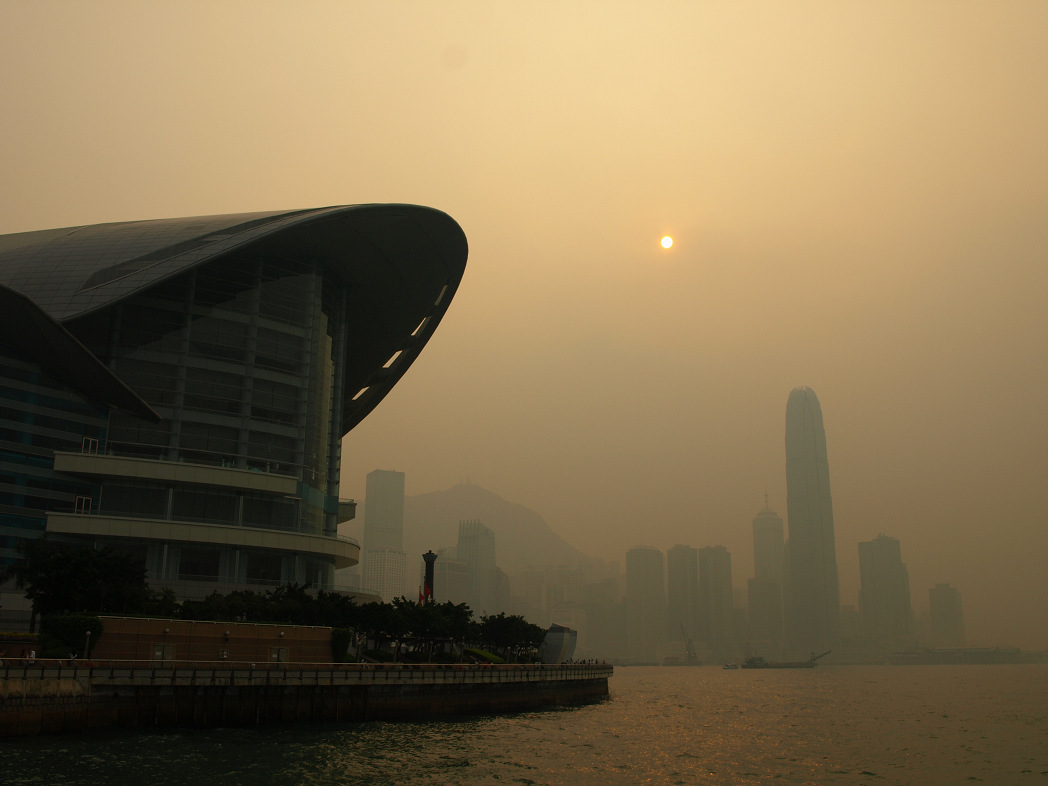
由於空氣污染，香港維多利亞港經常能見度很低，危害居民身體健康。

工程倫理（Engineering ethics）是應用於工程技藝的道德原則系統，是一種應用倫理。:3工程倫理審查與設定工程師對於專業、同事、僱主、客戶、社會、政府、環境所應負擔的責任。
工程倫理學是一門專注於論述與研究工程倫理的學問，與科學哲學、工程哲學（philosophy of engineering）、科技倫理學（ethics of technology）等等密切相關。

## 起源與背景

### 19世紀日增月益的顧慮

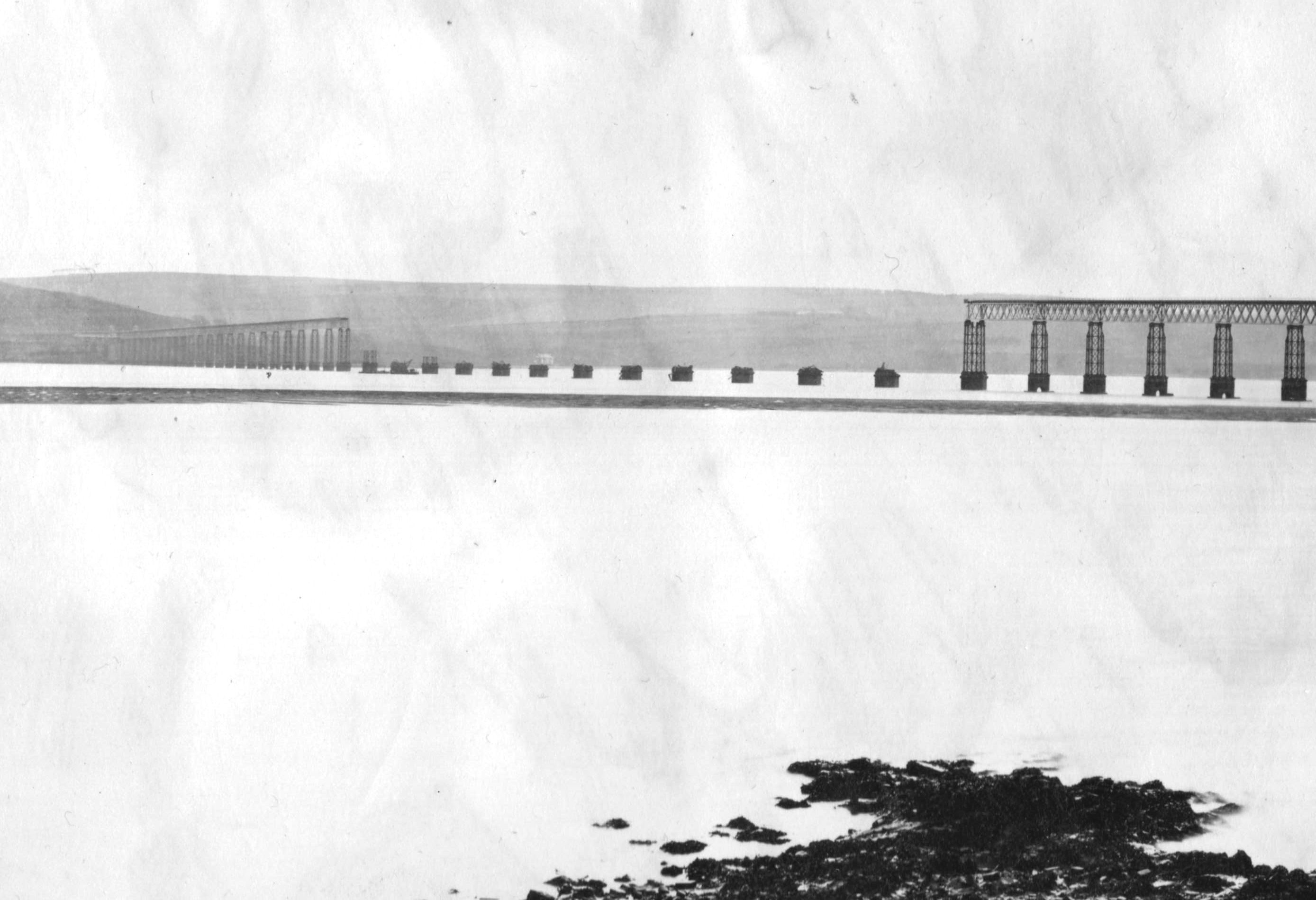
第一座橫跨泰河的鐵路橋梁（泰河橋）於1879年12月28日在一場劇烈暴風雨中垮塌。至少有60名乘客在此次事故中喪生。事後調查發現，由於設計、保養、品質控制的瑕疵，造成了這次災難。

隨著19世紀不停地演進，工程學逐漸發展成為專門職業，大多數工程師認為自己是獨立職業從事者或大型企業的技術員工。大型企業老闆奮力維持勞資雙方的固有關係，在這之間出現了相當程度的緊張氣息。:6-9
在美國，由於工業發達、商業繁榮，越來越多人選擇從事工程師職業，使得創建同業工會成為當務之急。那時期主要發展出四個工程協會：美國土木工程師學會（American Society of Civil Engineers，ASCE，1851年）、美國電機工程師學會（American Institute of Electrical Engineers，AIEE，1884年）、美國機械工程師學會（American Society of Mechanical Engineers，ASME，1880年）、美國採礦工程師學會（American Institute of Mining Engineers，AIME，1871年）。ASCE與AIEE的成員大多都是博學精通的專業工程師，而ASME的部分成員與AIME的幾乎全部成員都是技術工程師僱員。:35
在那時期，倫理觀念常被認為是與個人的責任與榮譽有關，不應該明文規定。:6

### 20世紀轉捩點

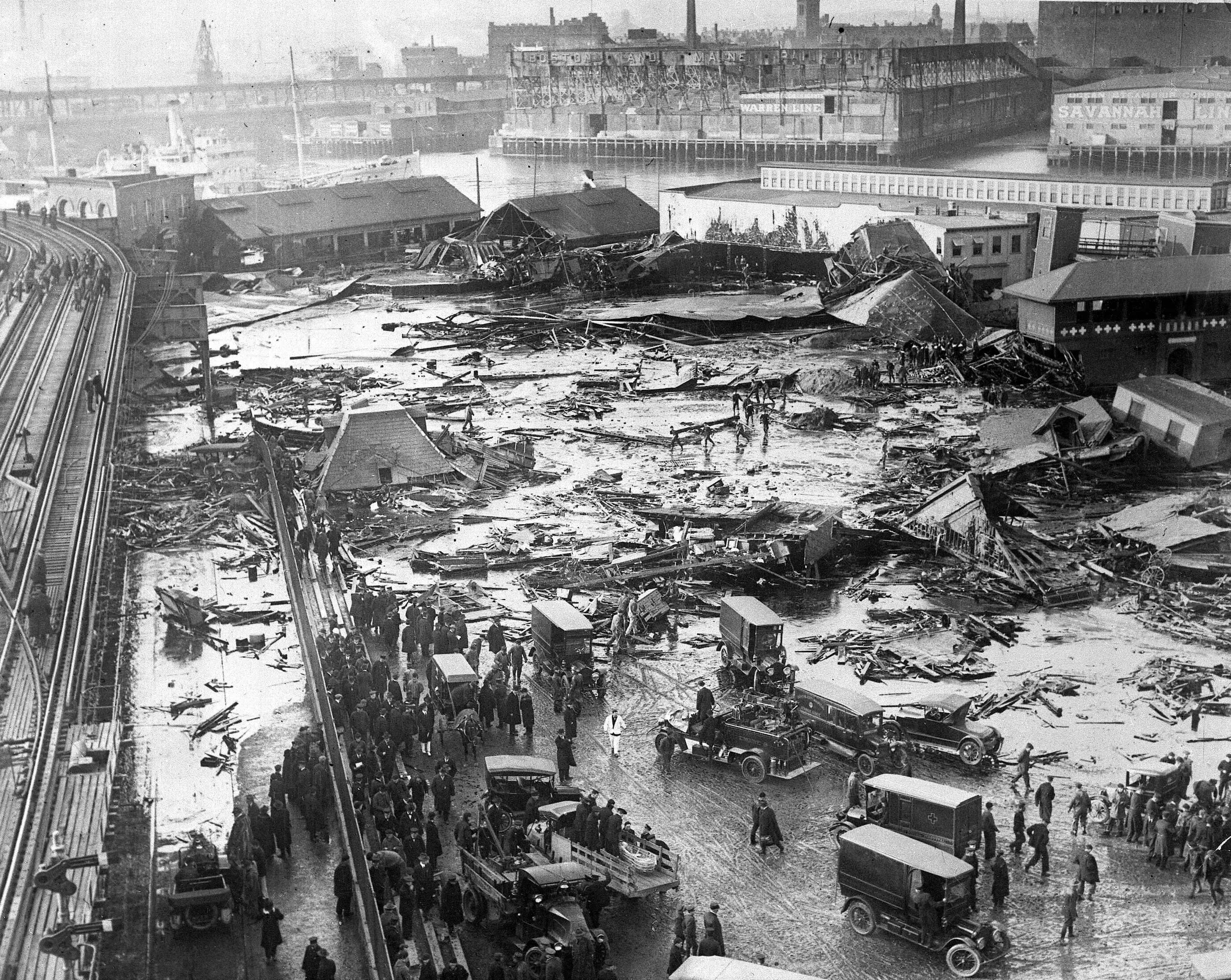
在美國，波士頓糖蜜災難對於創建專業執照與倫理守則給出了強烈推動力。

在19世紀末期與20世紀初期，發生了一系列重大的結構損壞事件，包括一些驚人的橋梁損壞事件，特別值得注意的是阿什塔比拉河鐵路災難（Ashtabula River Railroad Disaster，1876年）、泰河橋災難（Tay Bridge Disaster，1879年）、魁北克橋災難（Quebec Bridge Disaster，1879年）。這些災難給予工程師深刻的衝擊，迫使整個行業積極面對技術與建築工作所存在的任何缺點，並且嚴格思考倫理標準是否存在瑕疵。
回應這些衝擊，在先前提到的四個工程師學會中，有三個發展出倫理守則。AIEE於1912年採用實行。ASCE與ASME也於1914年開始實行。:70, 114AIME在它的學會歷史裏並沒有採用任何倫理守則。:35
由於對於專業行為與維護大眾安全的顧慮，典型地從這些橋垮事故與波士頓糖蜜災難（1919年）等等中凸顯出來，一個已經進行了一段時間的運動獲得了推動力，即要求工程師先領取正式認證，然後才可在其專業領域工作。這認證程序涉及到滿足某些關於專業教育、實際經驗、考試審核的條件。:124-125
之後數十年，大多數的美國州政府與加拿大省政府發佈規定，要求工程師需要執業執照，或者通過特別立法，賦予同業工會發給職銜的權力。加拿大的模式規定，假若工程師的工作領域可能會對生命、健康、財產、公共福利、環境造成任何風險，則必須領取執照。在1950以後短短幾年內，所有省政府都開始嚴格執行這規定。
美國模式通常只會要求那些獨立作業的工程師擁有執照，而那些在大型企業、教育機構、政府機關裡工作的工程師不需擁有執照。這又延續了先前提到的，在獨立作業或在大型企業裏工作，兩者之間的分裂。:6-7專業學會通常會採用規律化的倫理守則。在另外一方面，技術學會一般不會這樣做，而會替代地按時舉辦倫理教育與分享倫理資源，讓會員自動或強制參與。這方式不規律化，對於應該更偏袒大眾，還是僱主？在大型企業裏，有時在專業行為裏，這問題仍舊沒有解答。

### 近期發展

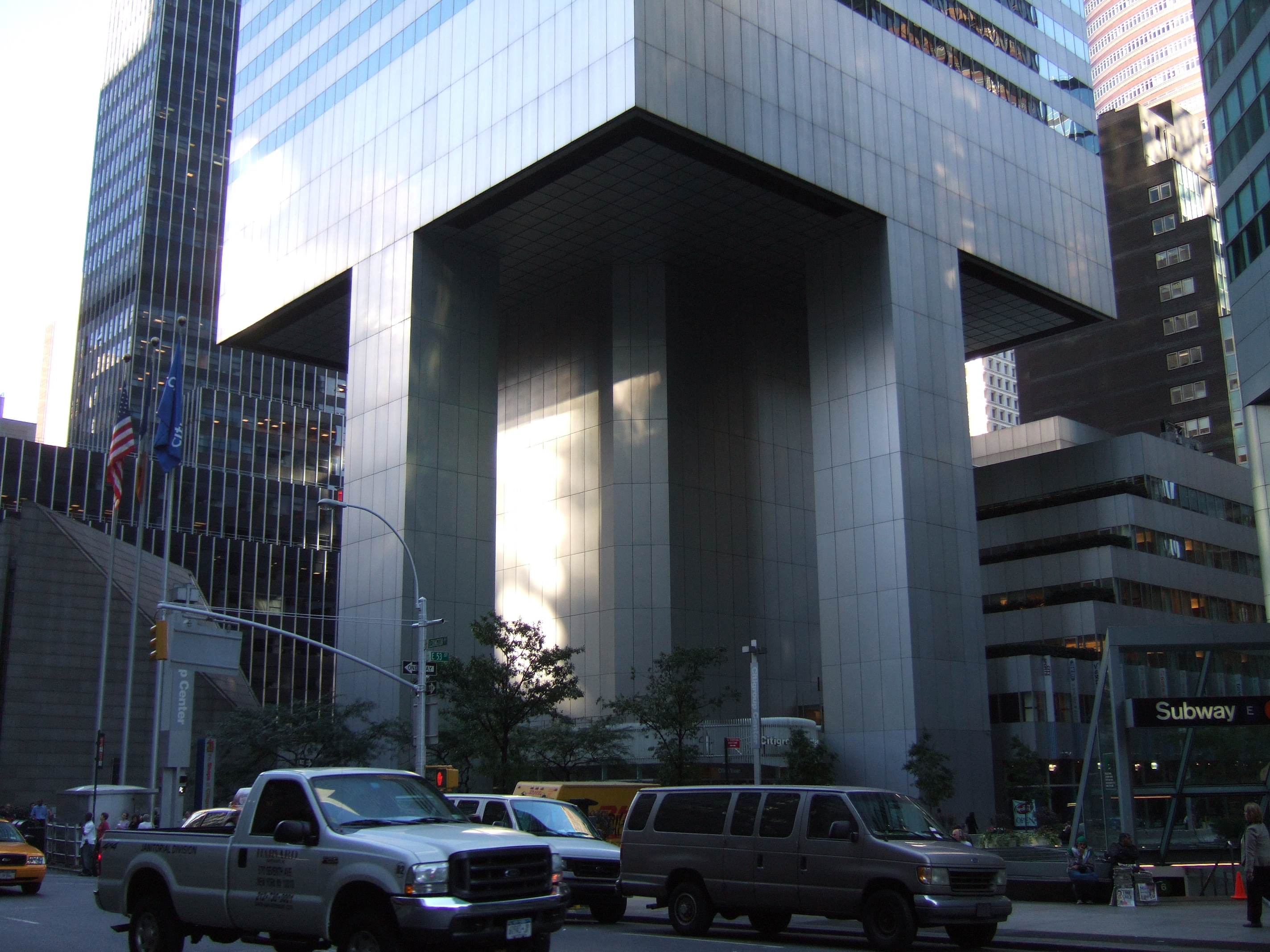
花旗集團中心建築竣工後被發現隱藏了嚴重設計瑕疵，結構工程師威廉·拉梅雪（William LeMessurier）所做出的回應時常被引用為工程學倫理處理問題的範例。

為了發揚倫理行為而做的努力持續不斷，除了在同業工會和特許組織裏對於它們的會員所下的一番功夫以外，加拿大的工程師之戒和美國的工程師團（Order of the Engineer）的根源都可以追溯到1907年魁北克橋垮塌災難。它們都要求會員發誓堅持倫理行為，並且佩戴象徵性戒指來警醒他們承諾保持最高倫理標準與專業態度。
在美國，專業工程師國家學會（National Society of Professional Engineers）於1946年發表了它的「工程師倫理準則」（Canons of Ethics for Engineers），又於1957年採用了「專業行為規則」（Rules of Professional Conduct）為附錄。於1964年正式採用實行至今的倫理守則也是演化自這本文獻。對於各種不同的狀況，怎樣正確執行這些規則是一門很大的學問，為此，於1954年，特別成立了倫理評論委員會來指導會員怎樣符合規則。倫理案例通常錯綜複雜，很少有簡單解答，但是倫理評論委員會已經有接近500個顧問意見儲存在檔案裏，這些意見可以幫助工程師處理各種倫理難題。
現今，全世界各地的專業學會與企業團體都已能夠直接有效地處理行賄與貪汙事件。可是，必需研討與處理的新議題層出不窮，例如，離岸作業（offshoring）、可持續發展（sustainable development）、環境保護等等。

## 倫理守則
工程師時常會遭遇個人、專業、同事、僱主、客戶、社會、政府、環境等等方面的議題。為了幫助解決這些議題，專業學會制定了倫理守則，試圖給出適當處理這些議題的方針。早在二十世紀初期，一些倫理守則就已經被制定，它們或多或少地被併入了幾個管理機構的監管法律。儘管在倫理守則裏的一般原則可以被當作指南，工程師仍需倚靠正確判斷能力來詮釋怎樣將守則應用於每一種實際狀況。
倫理守則可以分成三種類型：:76
1. 鼓勵性：從崇高的道德理想角度，鼓勵工程師努力遵循道德標準。
2. 教育性：從基本的教育知識角度，教導工程師怎樣遵守道德標準。
3. 規定性：從公正的法律規範角度，督促工程師應該遵從道德標準。

倫理守則的功能：:412-413
1. 正當性與權威：專業學會的倫理守則通常必須先通過建立廣泛共識與獲得多數同意等等程序，然後才可賦之實施，因此對於約束會員行為具有極大的正當性與權威。
2. 提醒與期待：倫理守則可以隨時提醒工程師正確的專業行為與專業態度，幫助工程師追求與期待崇高的道德理想。
3. 立場表達：倫理守則是白紙黑字的依據，是工程師抵擋威脅壓迫的盾牌。
4. 組織紀律：倫理守則的內容大致反應了整個組織對於各種專業行為的規範標準。假若發生任何行為違反了這規範標準，則可以用倫理守則來維護紀律。
5. 提升專業形象：假若倫理守則能夠淺移默化地影響每一位會員，使得他們都能表現出更超群卓越的專業行為，則這後果可以提升大眾社會對於專業學會的評價。

倫理守則是由有限文字設定而成的規律，因此，它所具有的功能也相當有限，以下列出一些不夠完備之處：:416-417
1. 用詞模糊：通常，為了易讀易懂起見，倫理守則的篇幅相當簡短，但工程倫理涉及的領域廣大無垠，很難用有限的篇幅作詳細解釋，因此其中很多字詞籠統模糊，會員很容易因此產生困惑。
2. 守則條文彼此衝突：倫理守則裏的條文，在某些狀況下會相互衝突，對於這問題，必須事先設定優先次序。例如，有些條文規定工程師應該謹守公眾安全，又有些條文規定工程師應該努力為雇主工作。可是，當雇主利益與公眾安全發生衝突時，到底應該怎樣解決這道德兩難？對於這案例，倫理守則表明，應該將公眾安全擺在第一位。
3. 倫理守則與現實社會的落差：倫理守則時常會涉及到兩方面的取捨關係，例如，在公司利益與公眾安全之間，時常無法製造雙贏局面，而是一種零和遊戲，必須擇取接受點，這需要具有更大的智慧，否則，可能需要用到法律規範。
4. 倫理守則被忽視或疏忽：假若專業組織有意或無意地忽視或疏忽倫理守則，說是一套，做又是一套，則倫理守則很容易淪為粉飾櫥窗的工具。

各種工程師學會的倫理守則所涵蓋的一般原則大致雷同，例如，美國土木工程師學會（American Society of Civil Engineers）的倫理守則為
1. 工程師在執行他們的專業職務時，應該將公眾安全、健康、福利擺在最高位置，應該努力遵循可持續發展的原則。
2. 工程師應該只執行在專業範圍內的職務。
3. 工程師應該只以客觀與真誠的方式發表公共言論。
4. 工程師應該以忠誠的代理者或受託者身份為每一位僱主或顧客處理專業事務，並且避免利益衝突。
5. 工程師應該從他們的職務功績建立他們的專業信譽，並且不應該與他人進行不公平的競爭。
6. 工程師的行為舉止應該堅持與提升工程師專業的榮譽、正直、尊嚴，並且不容許行賄、欺騙、貪汙。
7. 工程師應該在職業生涯中不停地專業進修，應該給予所督促的工程師發展機會。

### 工程師的社會責任
工程師必須辨認清楚最高的價值是公眾安全與福利。在幾乎所有管轄範圍與工程領域的專業工程學組織，不能允許任何偏差，如同以下銘言所述：
- 電機電子工程師學會：“我們在這裏承諾表現最高的倫理與專業行為，並且在做符合公眾安全、健康、福利的決策時，同意負擔做這決策所招致的責任，並且迅速地公開可能危害公眾或環境的因素。”[10]
- 英國土木工程師學會：“本學會成員應該永遠意識到他們對於公益的不可超越責任。成員對於顧客的責任永遠不能超越這對於公益的責任，假若有任何工作會使得這責任遭到妥協，則不應該從事這種工作。公益囊括了對於環境、對於人類文化、歷史與考古遺產的關懷與尊敬，以及保護現在與未來人類子孫的健康與利益。”[8]:44
- 安大略省職業工程師（Professional Engineers Ontario）：“業者應該將自己對於公眾福利的責任視為最重要。”[11]
- 專業工程師國家學會：“當履行專業職務時，工程師應該堅持公眾安全、健康、福利為最重要。”[12]
- 美國機械工程師學會：“當執行專業職務時，工程師應該堅持公眾安全、健康、福利為最重要。”[13]
- 工業工程師學會（Institute of Industrial Engineers）：“誠實與公正的工程師、忠誠地服務公眾、雇主、顧客，從而堅持與提升工程師專業的正直、榮譽、尊嚴。”[14]
- 美國化學工程師學會（American Institute of Chemical Engineers）：“為了達成這些目標，成員應該堅持公眾安全、健康、福利為最重要，並且在執行專業責任時保護環境。”[15]
- 美國核子學會（American Nuclear Society）：“ANS成員堅持與提升工程師專業的正直、榮譽。從應用他們的知識與技術來增進人類福利與環境、本性誠實與公正、忠誠地服務大眾與雇主與顧客、努力持續不斷地提升他們在各種專業的能力與聲望，可以達成這目標。”[16]

### 揭發弊端

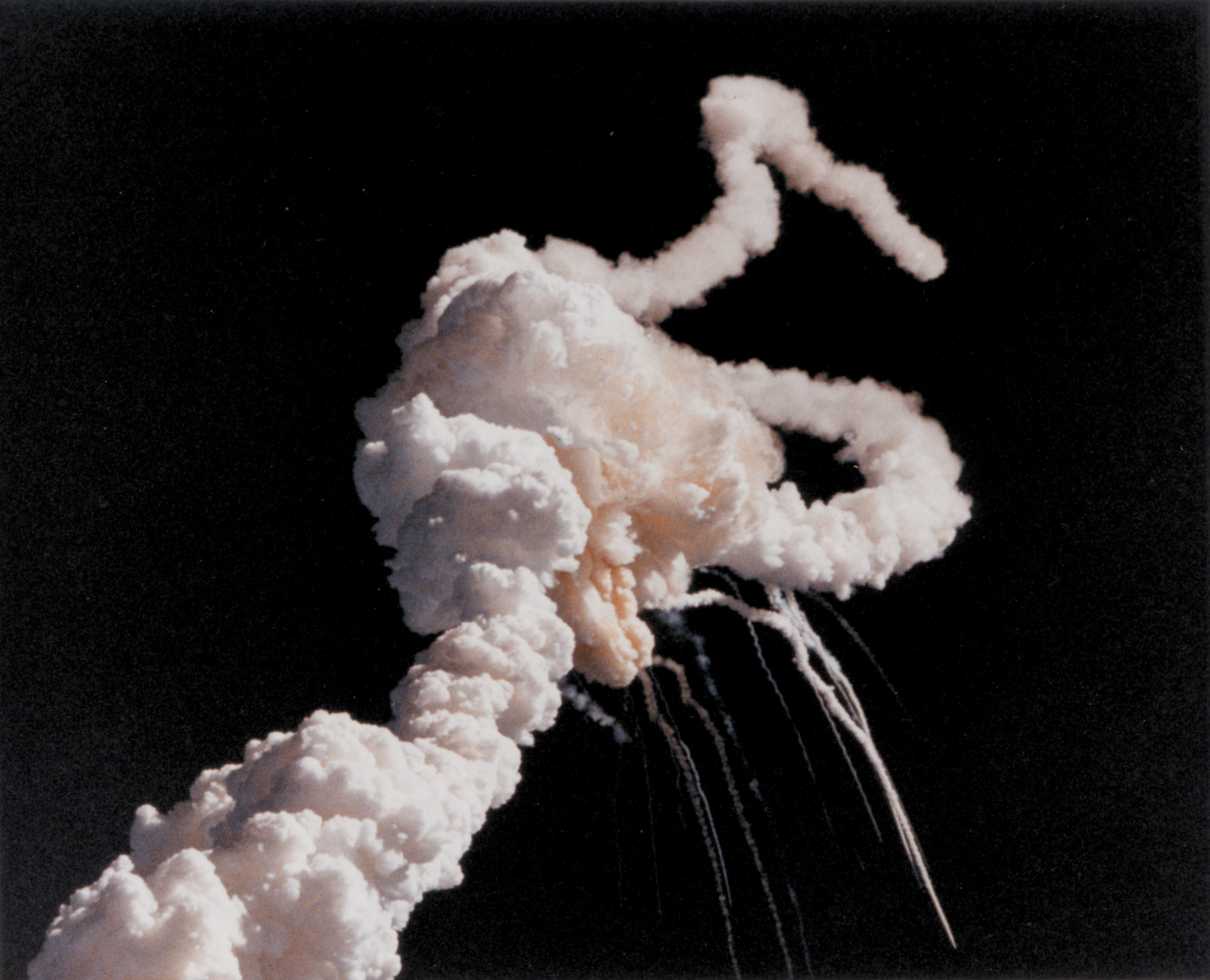
挑戰者號太空梭災難常被引述為揭發弊端與像團體迷思一類組織行為的經典案例。

工程師揭露錯誤、不誠實或不法行為的動作稱為「揭發弊端」，進行這動作的工程師稱為「揭弊者」，英文為「whistleblower」，即「吹哨者」。指控的弊端包括違背法律、違背規則、直接危害公眾利益（安全、健康或福利）、詐騙、貪汙等等。揭弊者可分為兩種：「內部揭弊者」揭露弊病給所屬工作單位的上級幹部，「外部揭弊者」揭露弊病給主管單位、執法單位、大眾傳播或關注團體。
倫理學者理查·德喬治（Richard DeGeorge）表明，只要滿足以下判據，則在道德上，揭發弊端是被允許的：:159
1. 弊端所產生的後果對於公眾會造成嚴重與重大損傷。
2. 職員將顧慮報告給上司，但並沒有得到滿意答覆，在組織內沒有任何其他管道。

德喬治又認為，假若滿足以下判據，則在道德上，揭發弊端是匹夫之責：:159
1. 職員已獲得實際證據，能夠使負責任、公平無私的觀察者信服，能夠證實職員的觀點正確，而公司的政策不正確。
2. 職員強烈感覺到，假若公開相關資訊，則會避免即將降臨的嚴重損傷如期發生。

## 重大案例
故障分析專家亨利·裴特斯基（Henry Petroski）指出，很多工程故障不是單單由技術方面的計算錯誤引起，而是涉及到設計過程失敗、維修出錯或管理文化失敗。:8並不是所有工程故障都涉及到倫理論題。第一座塔科馬海峽吊橋倒塌事件、火星極地著陸者號墜毀事件、火星氣候探測者號瓦解事件，這些都是因為技術、設計或維修過程失敗所引起的事件。以下列出較為人知的工程失敗事件，有些是倫理問題造成的，有些是技術問題引起的：

### 太空梭
- 挑戰者號太空梭災難（1986）
- 哥倫比亞號太空梭災難（2003）

### 公害
- 水俁病（1908–1973）
- 波士頓糖蜜災難（1919）
- 三哩島事件（1979）
- Therac-25案例（1985至1987）
- 車諾比核事故（1986）
- 愛河事件（1980）
- 博帕爾事件（1984）
- 福島第一核電廠事故（2011）

### 建築
- 福特平托安全問題（1970年代）
- 花旗集團中心（1978）
- 26座問題公屋醜聞 （1980年代）
- 新世界酒店（聯益大厦）坍塌（1986）- 大廈設計錯誤（整棟大厦由業主黃康霖委任不合格的繪圖員設計, 而且由業主以妻舅名義成立的空殼建築公司以非公開招標形式取得建造合約）、實際建築和原本藍圖不符（事實比圖則少了3條支柱）、偷工減料（業主為節省成本, 在建築過程中要求更改混凝土成份）、由非專業人士設計和監工樓宇建築，業主發覺樓宇結構出問題只作出維修而非疏散也是導致大量死傷的原因。
- 三豐百貨大樓倒塌事件（1995）- 實際建築和原本藍圖不符、建築層數被加高、支柱比原來設計幼兼少放鋼筋、額外加置大量保暖設施、用不適當方法移動頂樓的冷氣水缸加速樓宇結構損毀，業主發覺樓宇結構出問題只作出維修而非疏散也是導致大量死傷的原因。
- 東星大樓倒塌事故（1999）
- 馬頭圍道唐樓倒塌事件（2010）
- 維冠金龍大樓倒塌事故（2016）

### 飛航
- 中華航空611號班機空難（2002）- 維修損毀機尾的工程人員錯誤使用比標準面積較小的蒙皮進行維修，及後22年沒有維修人員發覺飛機尾部未完全修復，尤其是1995年中華航空才全面禁煙，但機尾有焦油積，說明1995年禁煙至2002年事發的七年間機尾有裂縫問題沒有被維修人員發現。
- 突尼西亞國際航空1153號班機事故（2005）- 維修油標的工程人員錯誤換上為ATR-42設計而非為ATR-72設計的油標，令油標無法正確顯示肇事客機ATR-72的真正油量, 直接導致飛機引擎在駕駛途中途突然熄火。
- 日本航空123號班機空難（1985）